# Ene (flod)
Ene (spanska: Río Ene) är en flod i Peru som utgör det övre flödet av Ucayalifloden, och därför också en del av Amazonflodens huvudlopp. Den löper längs den östra sluttningen av de peruanska Anderna, i södra delen av landet.

## Geografi
Enefloden bildas av sammanflödet av Mantarofloden och Apurímacfloden vid cirka 400 m ö.h.. En punkt där departementen Junín, Cusco och Ayacucho (12°15′46″S 73°58′44″V / 12.26278°S 73.97889°V) möts.
Flodens lopp sträcker sig över den östra delen av provinsen Satipo, och fortsätter i riktning söder-norr, genom regnskogen i Junín. Enefloden är kort (180,6 km), sjunker 160 meter i höjd, från 468 m ö.h. till 308 m ö.h..
De viktigaste tillflödena är floderna:
- Anapati 11°55′47″S 73°58′48″V / 11.92972°S 73.98000°V
- Mamiri y Quempiri 11°52′17″S 73°55′27″V / 11.87139°S 73.92417°V
- Catshingari 11°43′30″S 74°00′18″V / 11.72500°S 74.00500°V
- Quiteni 11°40′37″S 74°00′50″V / 11.67694°S 74.01389°V
- Saniberi 11°35′42″S 74°04′53″V / 11.59500°S 74.08139°V

Nära staden Puerto Prado i distriktet Río Tambo flyter Enefloden samman med Perenéfloden, för att bilda Tambofloden (11°10′07″S 74°14′16″V / 11.16861°S 74.23778°V). Därefter, nedströms, utgör dess vatten en del av Ucayalifloden, ansluter till Urubambafloden) och rinner vidare nedför Marañonfloden och bildar slutligen en del av Amazonfloden på peruanskt territorium.